# تیم ملی والیبال زنان پاراگوئه
تیم ملی والیبال زنان پاراگوئه تیم ملی والیبال زنان کشور پاراگوئه است.